# Arroyo de las Maulas
Der Arroyo de las Maulas ist ein Fluss im Westen Uruguay.
Er entspringt im westlichen Teil des Departamento Soriano und mündet, nachdem er zunächst in westliche Richtung verläuft, um am Ende seiner Wegstrecke schließlich den Verlauf nach Norden hin zu ändern, als linksseitiger Nebenfluss in den Río Negro.